# Åke Levén
Ralph Åke Davier Levén (kallade sig utomlands Ralph Davier), född 26 mars 1930 i Oscars församling, Stockholm, död 5 juli 2015 i Angereds församling, Göteborg, var en svensk kyrkomusiker i Stockholm.

## Biografi
Levén föddes 26 mars 1930 i Oscars församling, Stockholm. Han var elev till Alf Linder. Han arbetade 1957–1968 som organist i Gustav Vasa församling, Stockholm. Levén avled 5 juli 2015 i Angereds församling, Göteborg.

## Diskografi
- 1959 – Åke Levén konserterar på orgel.[5]

- 1963 – Birgit Nilsson.[6]

- 1970 – Söndag. Tillsammans med Alice Babs och Leo Berlin.[7]

- 1972 – Ralph Davier at the Royal Albert Hall, Volume 1 French Romantic.[8]

- 1972 – Ralph Davier at the Royal Albert Hall, Volume 2 On Request.[9]

- 1972 – Ralph Davier at the Royal Albert Hall, Volume 3 J.S. Bach.[10]

### Singlar
- 1967 – Johann Sebastian Bach. Tillsammans med Alice Babs.[11]